# Dana (cantante sudcoreana)
Dana, pseudonimo di Hong Sung-mi (홍성미?, 洪性美?, Hong Seong-miLR, Hong Sŏng-miMR; Gyeonggi, 17 luglio 1986), è una cantante, ballerina e attrice sudcoreana.

## Carriera
Sung-mi ha iniziato la sua carriera nel mondo dello spettacolo come solista nel 2000, firmando un contratto con l'etichetta discografica SM Entertainment, il cui manager Lee Soo-man aveva in mente di farla diventare "la nuova BoA". Prima del debutto ufficiale come cantante, Sung-mi ha partecipato come protagonista prima nel film in 3-D degli HOT Age Of Peace da cui ha preso il nome d'arte Dana e poi nel video musicale di Kangta "Polaris".
Nel 2001, la cantante ha pubblicato l'album Dana promuovendo la canzone "세상끝까지 (Fino alla fine del mondo)", un remake di Tell Me No More Lies dell'europeo Stefan Aberg. In seguito, ha pubblicato la traccia dance pop "Diamond" in duetto con Jung Yunho, che nel 2003 sarebbe diventato leader del gruppo TVXQ. La carriera di Dana iniziò a fiorire grazie anche ad apparizioni promozionali in varietà televisivi come X-Man ed, in particolare, al ruolo di protagonista che ha ottenuto nella sitcom Nonstop. Tuttavia, il suo secondo album pubblicato nel 2003 non ebbe successo, e a causa delle scarse vendite Dana sparì temporaneamente dall'industria musicale. Solo nel 2005 riapparve come membro del gruppo femminile The Grace, per il quale ha anche composto un brano in giapponese che ha cantato da sola, "Sayonara No Mukou Ni", il quale è stato inoltre il quarto singolo giapponese del gruppo.

## Discografia

### Album solisti
- Dana (10 settembre 2001)
- 남겨둔 이야기 (1º ottobre 2003)

### Video musicali
- 세상끝까지
- Diamond
- Pretty...
- 남겨둔 이야기 (Maybe)
- What is Love (versione originale)

### Raccolte
- Angel Eyes, SM Town (dicembre 2001)
- Summer Vacation, SM Town (giugno 2002)
- My Angel My Light, SM Town (dicembre 2002)
- Hello! Summer!, SM Town (giugno 2003)
- 2003 K-POP Super best 2 (2003)
- SnowFlake, SM Town (dicembre 2003)
- Hot Mail, SM Town (luglio 2004)
- 06 Summer, SM Town (giugno 2006) (come membro delle TSZX)
- 2006 Winter, SM Town (dicembre 2006) (come membro delle TSZX)
- 2007 Summer, SM Town (luglio 2007 (come membro delle TSZX)

## Teatro
- Age of Peace (film 3D), insieme agli HOT (2000)[5]
- Video musicale Polaris, di Kangta (2001)[6]
- Nonstop (stagione 3) (2002)[1]